# Ānjarle
Ānjarle är en ort i Indien.   Den ligger i distriktet Ratnagiri och delstaten Maharashtra, i den sydvästra delen av landet, 1 300 km söder om huvudstaden New Delhi. Ānjarle ligger 14 meter över havet och antalet invånare är 1 654.
Terrängen runt Ānjarle är huvudsakligen kuperad, men åt nordväst är den platt. Havet är nära Ānjarle åt sydväst. Runt Ānjarle är det ganska tätbefolkat, med 230 invånare per kvadratkilometer. Närmaste större samhälle är Harnai, 3,9 km söder om Ānjarle.